# Székelyföldi múzeumok listája

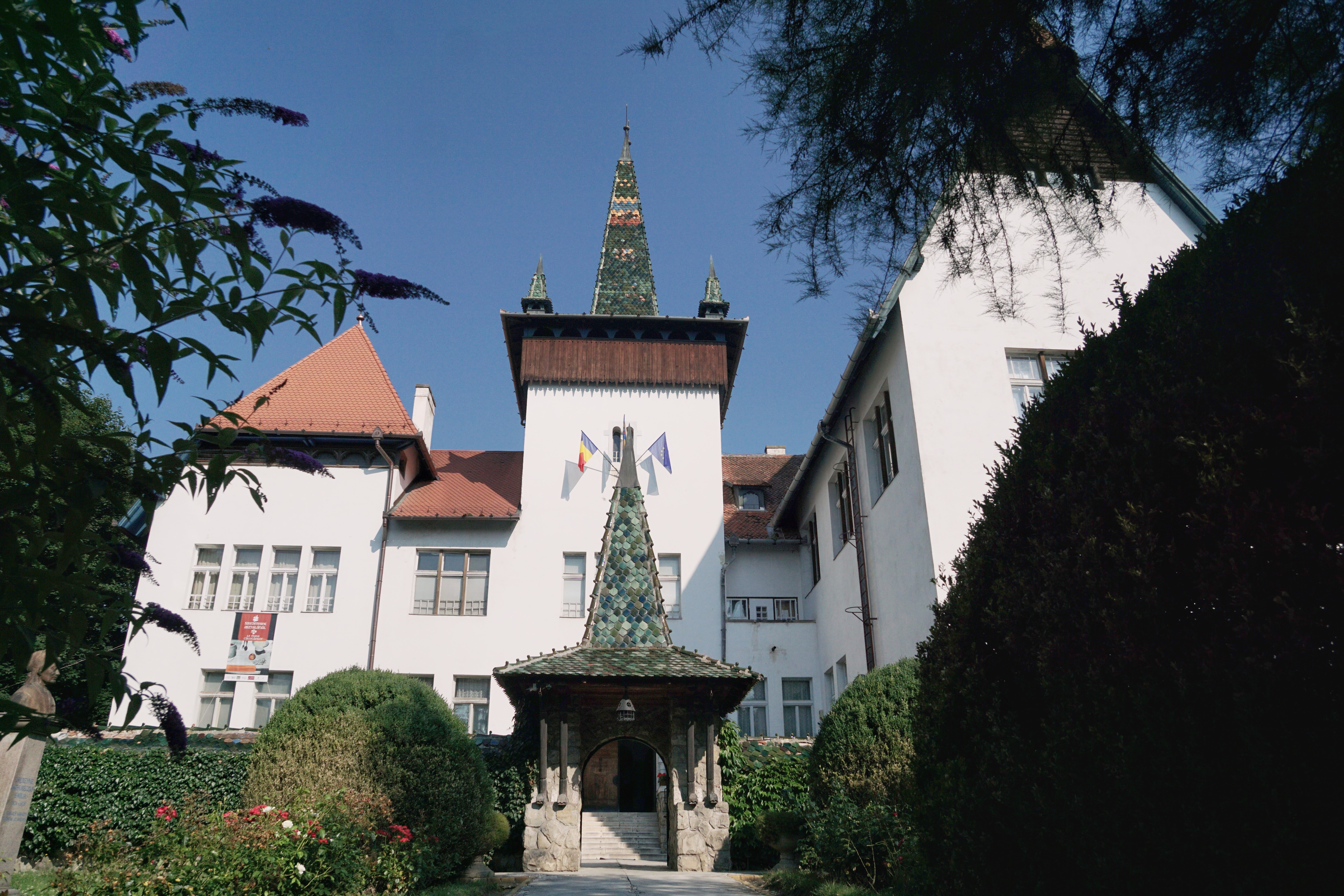
A Székely Nemzeti Múzeum 1875 óta látogatható

Ez a lista Székelyföld ismert múzeumait, kiállítóhelyeket, tájházakat tartalmazza. A térség turisztikai látnivalóit (műemlékek, természeti értékek, programok) a Székelyföld turisztikai látnivalóinak listája tartalmazza.

## Bardóc-Miklósvárszék
Barót
- Erdővidék Múzeuma

## Csíkszék
Csíkszereda

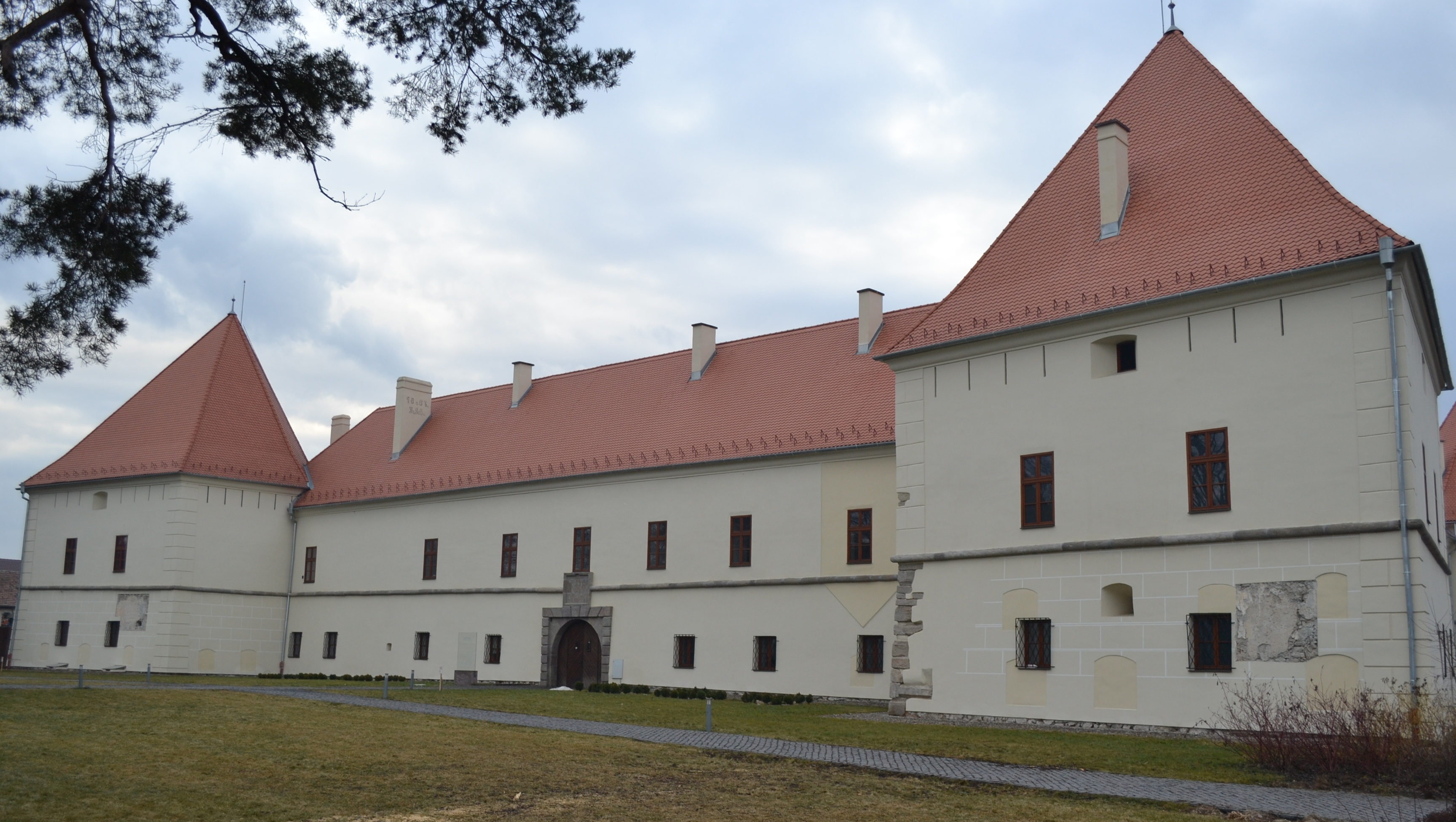
Csíki Székely Múzeum

- Csíki Székely Múzeum (a Mikó-várban)
- Nagy Imre-galéria.

Borospataka
- gyimesi csángók skanzenje tizenegy, eredeti állapotában felépített és korhűen berendezett parasztházzal

Gyimesbükk
- vasúttörténeti minikiállítás a Magyar Királyság legkeletibb MÁV őrházában
- néprajzi kiállítás

## Gyergyószék
Gyergyószentmiklós
- Márton Áron emlékkiállítás
- Tarisznyás Márton Múzeum néprajzi kiállítással

## Kézdiszék

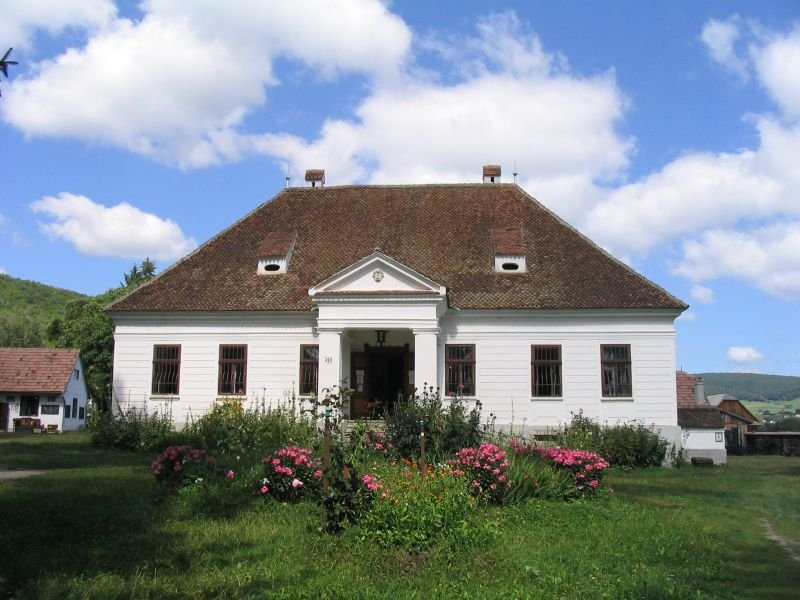
Csernáton: Haszmann Pál Néprajzi Múzeum

Kézdivásárhely
- babamúzeum
- Incze László Céhtörténeti Múzeum

Bereck
- Gábor Áron-emlékház állandó kiállítással

Csernáton
- Haszmann Pál Múzeum – kiállítás Felső-Háromszék népművészetéről, szabadtéri néprajzi múzeum székelykapukkal, népi lakóházakkal, malmokkal, faragott fejfa-gyűjtemény, mezőgazdasági szerszám- és gépkiállítás [1]

## Marosszék
Marosvásárhely
- Néprajzi Múzeum
- Nagy Imre Képtár
- a marosvásárhelyi vár kapubástyában berendezett várostörténeti kiállítás

Kibéd
- Seprődi János Múzeum és tájház

Makfalva
- a Dósa-udvarház magyar néprajzi múzeumában népművészeti gyűjtemény és Vas Áron szobrainak kiállítása látható

## Orbaiszék
Kovászna
- Kádár-ház állandó kiállítással a mai székelyföldi képzőművészek alkotásaiból

Csomakőrös
- Kőrösi Csoma Sándor emlékszoba

Zágon
- Mikes–Szentkereszty-kúria a Mikes Kelemen emlékkiállítással
- Kiss Manyi emlékszoba

## Sepsiszék
Sepsiszentgyörgy
- Székely Nemzeti Múzeum, melyet az 1879-ben alapítottak, épületét Kós Károly tervezte

Hídvég
- emlékszoba a szomszédos Barcaföldvár haláltáborában 1944-ben meggyilkolt több ezer ember emlékére

Zalánpatak
- falumúzeum

## Udvarhelyszék
Székelyudvarhely
- Haáz Rezső Múzeum helytörténeti és néprajzi kiállítással

Farkaslaka
- Tamási Áron szülőháza emlékkiállítással

Korond
- a népművészeti múzeumban régi kerámiákat, szövőszékeket és egyéb háztartási eszközöket állítottak ki

Kőrispatak
- Szalmakalap Múzeum

Lövéte
- tájház

Székelykeresztúr
- Molnár István Múzeum történeti és néprajzi gyűjteménnyel

Székelyszentlélek
- szentléleki falumúzeum

Szentegyháza
- néprajzi kiállítás a Múzeum Szállóban